# Neuenkirchen, Landhagen
Neuenkirchen är en kommun och ort i Landkreis Vorpommern-Greifswald i förbundslandet Mecklenburg-Vorpommern i Tyskland.
Kommunen ingår i kommunalförbundet Amt Landhagen tillsammans med kommunerna Behrenhoff, Dargelin, Dersekow, Hinrichshagen, Levenhagen, Mesekenhagen, Wackerow och Weitenhagen.